# Hyundai Motor Company
La Hyundai Motor Company (in Hangŭl 현대자동차) è il reparto della multinazionale sudcoreana Hyundai attiva nelle costruzioni automobilistiche.

## Storia

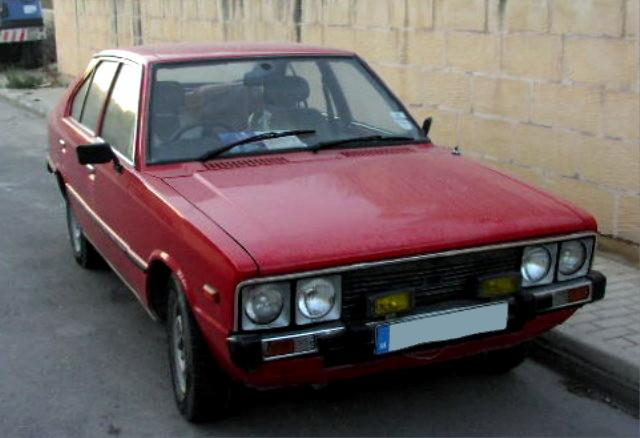
Hyundai Pony.

All'età di soli 25 anni nel 1940, Chung Ju-yung, tentò di fare fortuna trasferendosi nuovamente a Seul dopo numerosi tentativi falliti. La vita in Corea era difficile a causa dei conflitti con il Giappone e Chung riuscì a comprare da un amico un garage per riparare delle autovetture. Grazie a un prestito di 3.000 won, l'A-do Service Garage contava circa 20 dipendenti e si occupava della manutenzione delle autovetture. L'esito fu positivo tanto che dopo tre anni l'A-do contava circa 70 dipendenti ma a causa dell'occupazione giapponese il garage venne trasformato in un'acciaieria per la produzione di materiali bellici. L'A-do Service Garage venne quindi soppressa. Chung Ju-yung si trasferì ad Asan con oltre 50.000 won guadagnati durante la gestione dell'A-do e tentò di studiare una strategia per poter investire quel denaro in una nuova azienda.
Nel 1946, dopo la liberazione della Corea dal dominio giapponese, incominciò un periodo di ricostruzione per il paese e Chung ebbe modo di fondare il 27 dicembre 1947 la Hyundai Civil Works Company, azienda specializzata nelle costruzioni che si ramificherà e specializzerà in numerosi settori investendo soprattutto nel campo metallurgico e ingegneristico. Nel 1967 viene fondata a Seul la Hyundai Motor Company, divisione destinata alla produzione di veicoli leggeri e pesanti. Si realizza così il sogno di Chung Ju-yung.
La Hyundai Motor Company incomincia la sua avventura automobilistica: nel febbraio del 1968 viene firmato un accordo con la Ford per produrre su licenza il modello Cortina, una grande berlina realizzata dalla filiale inglese della Ford. Nel novembre del 1968 incominciò l'assemblaggio delle scocche della Cortina, importate dall'Inghilterra; solo in seguito si passò a una produzione completa, basata però sempre sul modello inglese. Il modello andava in diretta concorrenza contro la Toyota Corona che però subiva elevate tasse da parte del governo perché veniva importata e non prodotta direttamente in Corea. Nel 1969 venne introdotta anche la Taunus 20M che, insieme con la Cortina, fino alla metà degli anni settanta ha rappresentato circa l'80% delle vendite automobilistiche in Corea del Sud. Successivamente la Taunus 20M uscì di produzione, sostituita nel 1978 dalla Granada sempre di origine Ford.
La tappa successiva fu la presentazione, nel 1975, della Hyundai Pony, disegnata da Giorgetto Giugiaro e motorizzata con un propulsore giapponese di origine Mitsubishi Motors Corporation, azienda con la quale nel settembre 1973 era stato siglato un accordo di assistenza tecnica. La Pony rappresentò anche il primo autoveicolo di progettazione coreana.
La progettazione e costruzione interamente "in casa" dei propri modelli è invece incominciata con la Hyundai Sonata nel 1988. Negli stessi anni, in concomitanza anche con il passaggio di consegne tra il fondatore Chung Ju-yung e il figlio Chung Mong-koo, l'azienda automobilistica coreana ha espanso il suo raggio d'azione al di fuori della patria, ottenendo un buon successo di vendite anche sul mercato nordamericano ed europeo.
Nel 1998, in occasione della grande crisi delle borse asiatiche Hyundai ha acquisito il controllo della casa rivale Kia Motors, dando luogo alla nuova società Hyundai Kia Automotive Group che, negli anni successivi, ha stretto accordi di collaborazione con la DaimlerChrysler.
Il 5 novembre 2015 Hyundai lancia Genesis, un marchio di lusso (nome preso dall'omonima auto di lusso prodotta dalla casa) i cui nomi dei modelli saranno formati dalla lettera G e, a seconda della categoria del modello, dai numeri 70, 80 e 90. Il primo modello, la G90 (destinata a sostituire la Equus), è stata presentata nel dicembre 2015. Il responsabile del design dei futuri modelli, per il quale è stata sviluppata all'interno del gruppo Hyundai una struttura apposita, la Prestige Design Division , sarà Luc Donckerwolke, già responsabile in passato del design di case come Bentley e Lamborghini.
Nel 2019, il marchio ha venduto 4,4 milioni di veicoli. L'azienda possedeva venti stabilimenti, di cui sette in Corea del Sud, che hanno prodotto circa 1,8 milioni di veicoli, pari a circa 35.000 veicoli a settimana.
Il 10 agosto 2020, Hyundai annuncia la creazione di una nuova linea denominata Ioniq, dedicata alle auto elettriche.

## Sponsorizzazioni
Dal 2002 è diventato uno degli sponsor ufficiali del Campionato mondiale di calcio.
Dal 2012 è sponsor ufficiale di maglia dell’Olympique Lyonnais, militante nel campionato di calcio francese Ligue 1.
Dall’estate 2018 diventa retro sponsor per le partite nazionali dell’AS Roma, ponendo il proprio logo nella parte posteriore della divisa di gioco della squadra giallorossa, posizionandolo sotto al numero del giocatore.
Sempre nell’estate 2018 vengono firmati gli accordi di sponsorizzazione con il Chelsea, con l’Atletico Madrid e con l’Herta Berlino come sponsor di manica delle divise di gioco per le competizioni nazionali.

## Modelli prodotti

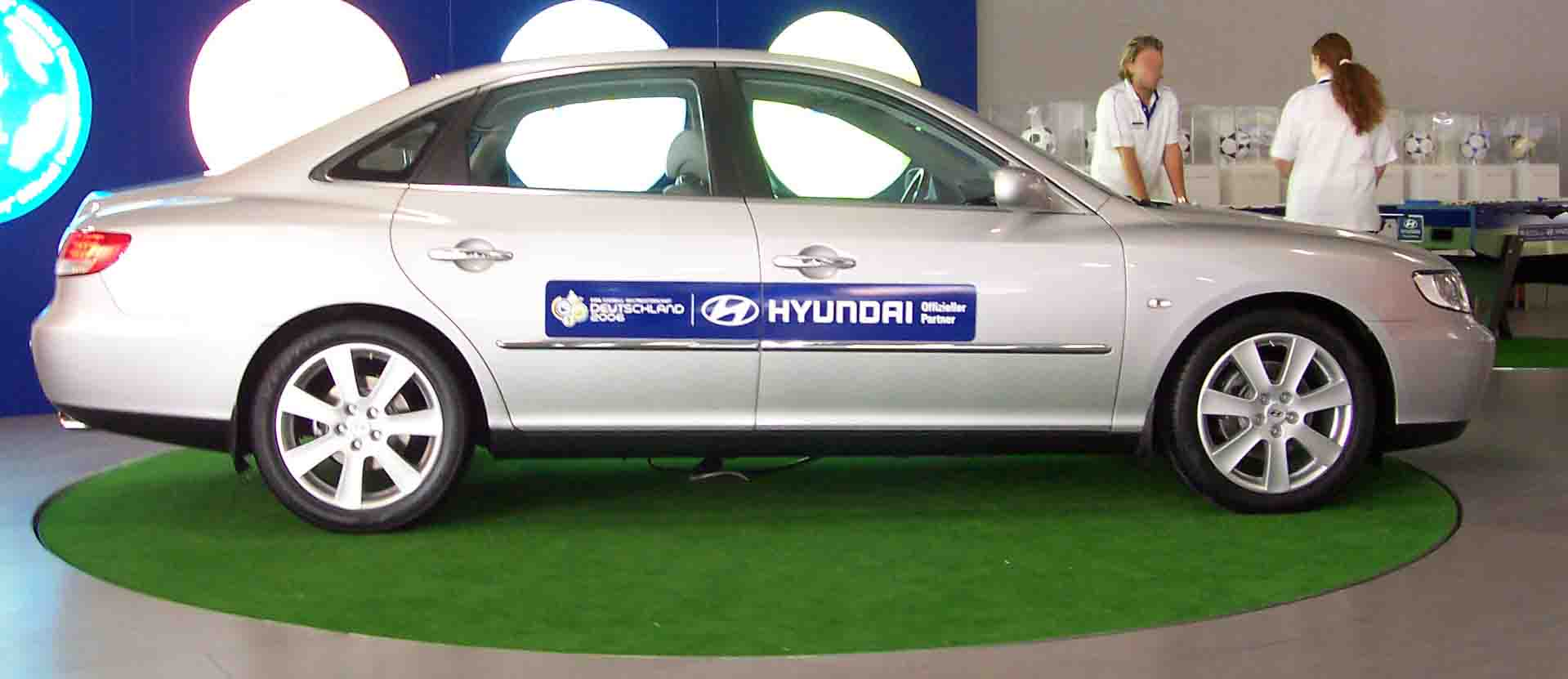
Hyundai Grandeur, partner FIFA ai Campionati del Mondo di Calcio Germania 2006.

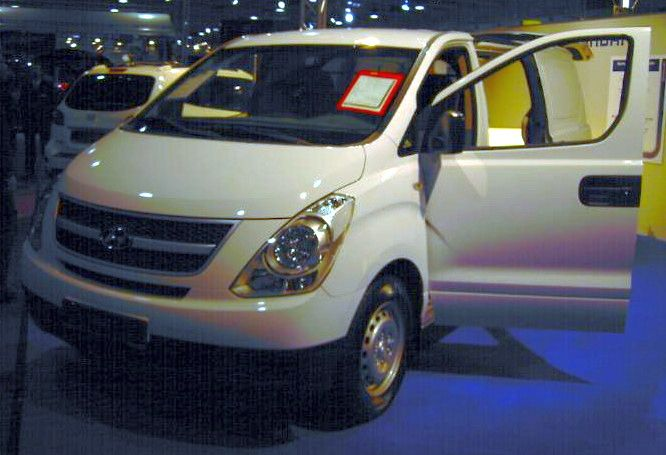
Il modello H-1.

La Hyundai Motor Company costruisce e ha costruito autovetture utilitarie, berline, coupé e fuoristrada tra cui:
- Atos/Atos Prime
- i10
- Getz
- i20
- Accent
- Elantra
- Pony
- i30
- Matrix
- Trajet
- Entourage
- Sonica/Sonata
- i40
- Grandeur/Azera
- Genesis
- Genesis Coupé
- Equus/Centennial
- Coupé/Tiburon
- Tucson
- ix35
- Tucson (2015)
- Nexo
- Ioniq 5
- Santa Fe
- Terracan
- Galloper
- ix55/Veracruz
- Santamo
- H-1/i800
- ix20
- Kona
- Veloster
- Ioniq

## Concept car
- Hyundai Clix